# Richwood (Texas)
Richwood es una ciudad ubicada en el condado de Brazoria en el estado estadounidense de Texas. En el Censo de 2010 tenía una población de 3510 habitantes y una densidad poblacional de 435,06 personas por km².

## Geografía
Richwood se encuentra ubicada en las coordenadas 29°6′2″N 95°24′2″O / 29.10056, -95.40056. Según la Oficina del Censo de los Estados Unidos, Richwood tiene una superficie total de 8.07 km², de la cual 7.96 km² corresponden a tierra firme y (1.28%) 0.1 km² es agua.

## Demografía
Según el censo de 2010, había 3510 personas residiendo en Richwood. La densidad de población era de 435,06 hab./km². De los 3510 habitantes, Richwood estaba compuesto por el 75.01% blancos, el 8.26% eran afroamericanos, el 0.85% eran amerindios, el 1.31% eran asiáticos, el 0.03% eran isleños del Pacífico, el 11.42% eran de otras razas y el 3.11% pertenecían a dos o más razas. Del total de la población el 35.5% eran hispanos o latinos de cualquier raza.